# Różyna Warmińska
Różyna Warmińska – przystanek kolejowy w Różynie na linii kolejowej nr 38, w województwie warmińsko-mazurskim, w powiecie bartoszyckim, w Polsce.